# The Tallest Man on Earth
The Tallest Man on Earth, pseudonimo di Kristian Matsson (Leksand, 30 aprile 1983), è un cantautore svedese.

## Biografia
Compone e canta le sue canzoni in inglese. A partire dal 2006 ha pubblicato quattro album e due EP.
La critica ha paragonato The Tallest Man on Earth a Bob Dylan; la loro abilità nel comporre ed il loro stile vocale sono infatti assai compatibili.
The Tallest Man on Earth è ben noto per la sua presenza scenica e per la sua voce particolare. Ha inoltre effettuato alcuni tour in compagnia di artisti come John Vanderslice e Bon Iver.
Il suo album The Wild Hunt ha raggiunto la posizione numero 180 della UK Chart.

## Discografia

### Album in studio
- 2008 - Shallow Grave
- 2010 - The Wild Hunt
- 2012 - There's No Leaving Now
- 2015 - Dark Bird Is Home
- 2019 - I Love You. It's a Fever Dream.
- 2022 - Too Late for Edelweiss
- 2023 - Henry St.

### EP
- 2006 - The Tallest Man on Earth
- 2010 - Sometimes the Blues Is Just a Passing Bird
- 2017 - The Tallest Man on Earth with yMusic

### Singoli
- The Gardner
- The King of Spain; The Wild Hunt
- Pistol Dreams
- The Dreamer
- 1904
- Dark Bird is Home
- Sagres